# Ole Askman
Ole Askman (født 1. december 1939) er en dansk filminstruktør, -klipper og -lydmand med mere. Som instruktør har han især holdt sig til dokumentarfilm om hverdagslivet med blandt andet den 5 minutter lange debutfilm Capriccio (1968) om en københavnsk færdselsbetjent samt Barbut (1994) om en barber, samt oplysende film eller debatfilm som At ryge (1977).
Askman var oprindeligt uddannet elektrotekniker i 1962, men begyndte allerede i 1963 at lave lyd til film i både Danmark og udlandet. Den første var Med Tronfølgeren i Østen. Han har lavet lyd til to spillefilm (Når enden er go' (1964) og Måske i morgen (1964)) og medvirket som klipper på en enkelt spillefilm (Kassen stemmer (1976)).